# Luna (álbum de Faun)
Luna es el décimo álbum de estudio de Faun, fue lanzado el 5 de septiembre de 2014 y se ha convertido en su álbum más exitoso.

## Lista de canciones
| N.º | Título                      | Duración |  |
| 1.  | «Luna Prolog»               | 1:26     |  |
| 2.  | «Walpurgisnacht»            | 3:50     |  |
| 3.  | «Buntes Volk»               | 4:17     |  |
| 4.  | «Menuett»                   | 4:57     |  |
| 5.  | «Hekate»                    | 4:16     |  |
| 6.  | «Blaue Stunde»              | 4:36     |  |
| 7.  | «Cuncti Simus»              | 3:57     |  |
| 8.  | «Hörst du die Trommeln»     | 3:24     |  |
| 9.  | «Die Wilde Jagd»            | 3:29     |  |
| 10. | «Frau Erde»                 | 4:29     |  |
| 11. | «Hymne der Nacht»           | 5:01     |  |
| 12. | «Abschied»                  | 3:28     |  |
| 13. | «Wind und Geige XIV»        | 4:05     |  |
| 14. | «Die Lieder werden Bleiben» | 3:19     |  |
| 15. | «Era Escuro»                | 3:33     |  |

## Posicionamiento
Luna alcanzó su punto máximo en la posición 4 en las listas de álbumes alemanes por lo que es el álbum más exitoso de Faun en Alemania hasta el momento. También fue el primer álbum de Faun en ingresar a las listas de álbumes neerlandeses.
| Ranking                         | Posición más alta |
| ------------------------------- | ----------------- |
| Alemania (Media Control Charts) | 4                 |
| Austria (Ö3 Austria)            | 20                |
| Países Bajos (Album Top 100)    | 90                |
| Suiza (Schweizer Hitparade)     | 12                |